# 深夜ドラマ
深夜ドラマ（しんやドラマ）は、深夜帯（「ネオプライム」とされる22時台も含む）に放送されるテレビドラマ。

## 概要
1980年代後半に、バブル景気の影響もあり各局で深夜帯の放送時間が拡大し、バラエティ番組と並んでドラマも編成された。フジテレビの『やっぱり猫が好き』（1988 - 1991年、脚本：三谷幸喜）は、ゴールデンタイムに昇格（1990年10月）した。同局の『奇妙な出来事』（1989 - 1990年）も、『世にも奇妙な物語』として昇格（1990年4月）した。
深夜ドラマは、まずキャスティングありきの企画やスポンサーなどへの配慮による保守的傾向が求められやすいプライムタイムのドラマとは状況が若干異なる一方で、予算がプライムタイムにおけるドラマの3分の1以下と乏しく、スケジュールは厳しいという意見もある。そのため、2011年の時点では1週間で2本しか放送されていなかったが、定額制動画配信サービスが普及してきたことやテレビ局における儲けは少ないものの、リスクを一身に背負わずに済む利点がある制作委員会方式による番組制作が浸透したこともあり、2021年10月の時点では1週間で16本と激増した。
なお、同時ネット局で放送されるプライムタイムのドラマを遅れネット局で深夜帯に放送する場合は深夜ドラマに分類されない。
テレビ朝日の「金曜ナイトドラマ」（60分）や読売テレビの「木曜ドラマ」（55分）のような長めのものもあるが、30分、40分、45分などの放送枠もある。中には『巡査・今泉慎太郎』（1996年・2004年、10分）や『深夜も踊る大捜査線』（1998年など、10分）のような、スピンオフの短時間ドラマもある。
ゴールデンタイムのドラマ同様、シリーズ化（シーズン2などが作られる）や、映画化に至る作品もある。

## 深夜ドラマ枠一覧

### NHK
現在
過去
- NHK夜の連続ドラマ
- よる★ドラ
- ドラマDモード
- よるドラ

### 日本テレビ系列
現在
- 木曜ドラマ（読売テレビ制作）
- ドラマDiVE（読売テレビ制作）
- 金曜ドラマDEEP→ドラマDEEP
- Friday's EDGE

過去
- しんドラ
- shin-D
- 木曜ナイトドラマ（読売テレビ制作）
- 木曜ミステリーシアター（読売テレビ制作）
- 日本テレビ木曜未明の深夜ドラマ
- D-TODAY
- ドラマDELI（読売テレビ制作）
- シンドラ
- 日本テレビ金曜未明の深夜ドラマ

### テレビ朝日系列
現在
- 金曜ナイトドラマ
- ドラマL（朝日放送テレビ制作）
- メ〜テレ製作の深夜ドラマ
- オシドラサタデー

過去
- 日曜ナイトドラマ
- 日曜ナイトプレミア
- 火曜ナイトドラマ
- ハリコレ
- ドラマ+
- 土曜ナイトドラマ
- シン・時代劇

### TBS系列
現在
- ドラマイズム（毎日放送制作）
- ドラマ特区（毎日放送制作）[注釈 1]
- ドラマストリーム
- ドラマフィル（毎日放送制作）[注釈 1]

過去
- 毎日放送の深夜ドラマ枠
- ドラマNEO
- 水ドラ!!
- Friday Break
- フライデードラマNEO
- 金曜ナイト劇場
- よるおびドラマ

### テレビ東京系列
現在
- ドラマプレミア23
- ドラマチューズ!
- ドラマNEXT
- 水ドラ25
- 木ドラ24
- ドラマ24
- 真夜中ドラマ（BSテレ東[注釈 2]、テレビ大阪[注釈 3]制作）
- ドラマ25

過去
- 土曜ドラマ24
- テレビ東京月曜未明の深夜ドラマ
- テレビ東京火曜未明の深夜ドラマ
- 海外ドラマセレクション
- テレビ東京系土曜深夜ドラマ
- 木ドラ25
- サタドラ
- ドラマホリック!
- テレビ東京土曜未明の深夜ドラマ
- テレビ東京系列水曜未明の深夜ドラマ

### フジテレビ系列
現在
- オトナの土ドラ→土ドラ（東海テレビ制作）
- 火ドラ★イレブン（関西テレビ制作）

過去
- ディビジョン1
- 青春★ENERGY
- ドラマNEXT（関西テレビ制作）
- 土曜ドラマ
- 土ドラ（フジテレビ制作）
- カンテレドラマらぼ
- ブレイクマンデー24（不定期[注釈 4]）
- 関西テレビ水曜未明の深夜ドラマ
- EDGE（関西テレビ制作）
- 火曜ACTION!
- フジバラナイト（不定期[注釈 4]）

### その他
過去
- エリアコードドラマ